# Кіноколо (сайт)
Кіноколо (KINO-КОЛО, Кіно-коло) — український масмедіа, нині вебсайт національного кінопорталу, що має на меті представляти українське кіно в Інтернеті. Протягом 1997—2008 років виходив у вигляді друкованого щоквартального журналу, у 2022 році друкована версія була відновлена.

## Сайт кінопорталу
Засновниками кінопорталу були Товариство «KINO-КОЛО», телеканал «1+1» та Міжнародний фонд «Відродження». Сайт почав працювати у листопаді 2002 року та продовжує оновлюватись попри згортання у 2008 році медійного проєкту, частиною якого він був.
Одними з основних розділів вебсайту є енциклопедія кіно та словник кінотермінології. Серед іншого портал друкує новини українського кінематографа, інтерв'ю, сценарії, та інші матеріали, дотичні екранних мистецтв.
Також на ньому розміщено електронну версію однойменного часопису.